# Il grande fiume del Nord
Il grande fiume del Nord (Where the Rivers Flow North) è un film statunitense del 1993, diretto da Jay Craven.